# Dhyan Chand
Major Dhyan "Chand" Singh (hindsky: ध्यान 'चंद' सिंह, * 29. srpna 1905, Iláhábád - † 3. prosince 1979, Nové Dillí[zdroj?]) byl indický pozemní hokejista, který je často označován jako nejlepší pozemní hokejista všech dob. S reprezentací Britské Indie získal celkem 3 zlaté olympijské medaile ze tří účastí na olympijských hrách (1928 v Amsterdamu, 1932 v Los Angeles a 1936 v Berlíně) a vstřelil celkem 40 branek ve 12 olympijských zápasech. Jeho slibnou kariéru přerušila 2. světová válka. Po válce byl ve věku 42 let vybrán i do výběru pro LOH 1948 v Londýně, ale tam už odmítl jet a ukončil kariéru. V Indii na den jeho narození 29. srpna připadá Indický národní den sportu.